# 田孟夷
田孟夷（？—？），妫姓，田氏，名穉，系本作“夷孟思”，字孟夷。是齐国田氏家族的首领之一，為田氏家族第二任首领，承襲父亲田完擔任田氏家族首领。田孟夷死后，儿子田孟莊继位。